# Livets hårda skola (TV-serie)
Livets hårda skola är en svensk reality-tv-serie från Utbildningsradion som handlar om programledaren Musse Hasselvall som går om femte klass för att kunna hjälpa sin guddotter med matematikstudierna. 
Produktionsbolaget Adflix har producerat serien som hade premiär på SVT1 i november 2015.